# Pisarniška zbirka
Pisarniška zbirka oz. pisarniški paket je zbirka računalniških programov, namenjenih urejanju dokumentov na osebnem računalniku. Komponente zbirke so distribuirane skupaj, imajo enoten uporabniški vmesnik in lahko delujejo kombinirano v večji meri kot ločeni programi v operacijskem sistemu.
Tovrstne zbirke pogosto vsebujejo urejevalnik besedil, urejevalnik preglednic, urejevalnik prezentacij, grafični program, sistem za upravljanje s podatkovno bazo idr.
Najbolj razširjena pisarniška zbirka je Microsoft Office proizvajalca Microsoft, obstajajo pa tudi številne druge plačljive ali brezplačne zbirke, kot so LibreOffice, iWork, OnlyOffice, KOffice in druge.